# شاهینان
شاهینان (Falconidae) تیره‌ای از راستهٔ شاهین‌سانان است. انواع شاهین در این تیره قرار می‌گیرد. این پرندگان شکاری، با سرعت به پایین به سوی شکار خود شیرجه می‌روند. آنها بال‌های کشیده و باریک دارند.

## طبقه‌بندی
خانواده: Falconidae
- زیرخانواده Polyborinae
  - سرده  Daptrius  – black caracara
  - سرده  Ibycter  – red-throated caracara
  - سرده Phalcoboenus (۴ گونه) - Andean و southern South American caracaras
  - سرده Caracara – crested caracaras (۲ گونه زنده، ۱ انقراض هولوسن)
  - سرده Milvago – brown caracaras (2 species)
  - سرده شاهین درختی – forest falcons (7 species)
- زیرخانواده Falconinae
  - سرده  Herpetotheres  – laughing falcon
  - سرده  Spiziapteryx  – spot-winged falconet
  - سرده Polihierax – pygmy falcons (۲ گونه، شامل Neohierax)
  - سرده Microhierax – typical falconets (۵ گونه)
  - سرده شاهین – true falcons, hobbies و kestrels (حدود ۳۷ گونه)